# Tropojë
Tropojë est une commune de la préfecture de Kukës, au nord de l'Albanie, limitrophe avec le Kosovo et le Monténégro. C'est aussi le nom de la localité chef-lieu de cette entité administrative. La rivière Valbonë traverse le chef-lieu. La réserve naturelle de Gashi et le parc régional naturel de Nikaj-Mërtur se trouvent sur le territoire de cette commune.

## Localités
La commune de Tropojë contient les localités suivantes : Astë (sq),| Babinë (sq), Begaj (sq), Buçaj (sq), Gegaj (sq), Kasaj (sq), Kërrnajë (sq), Kojel (sq), Kovaç (sq), Myhejan (sq), Papaj (sq), Shkëlzen (sq), Shumicë-Ahmetaj (sq), Sopot (sq), Tropojë (chef-lieu), Viçidol (sq).

## Culture populaire
- Dans les premier et second opus de la série de film Taken, Tropojë est le lieu d'origine des antagonistes des deux films, qui sont des membres de la mafia albanaise.